# Amblyanthus obovatus
Amblyanthus obovatus är en viveväxtart som beskrevs av G.S.Giri, S.K.Das och H.J.Chowdhery. Amblyanthus obovatus ingår i släktet Amblyanthus och familjen viveväxter. Inga underarter finns listade i Catalogue of Life.